# Diocesi di Hamilton a Bermuda

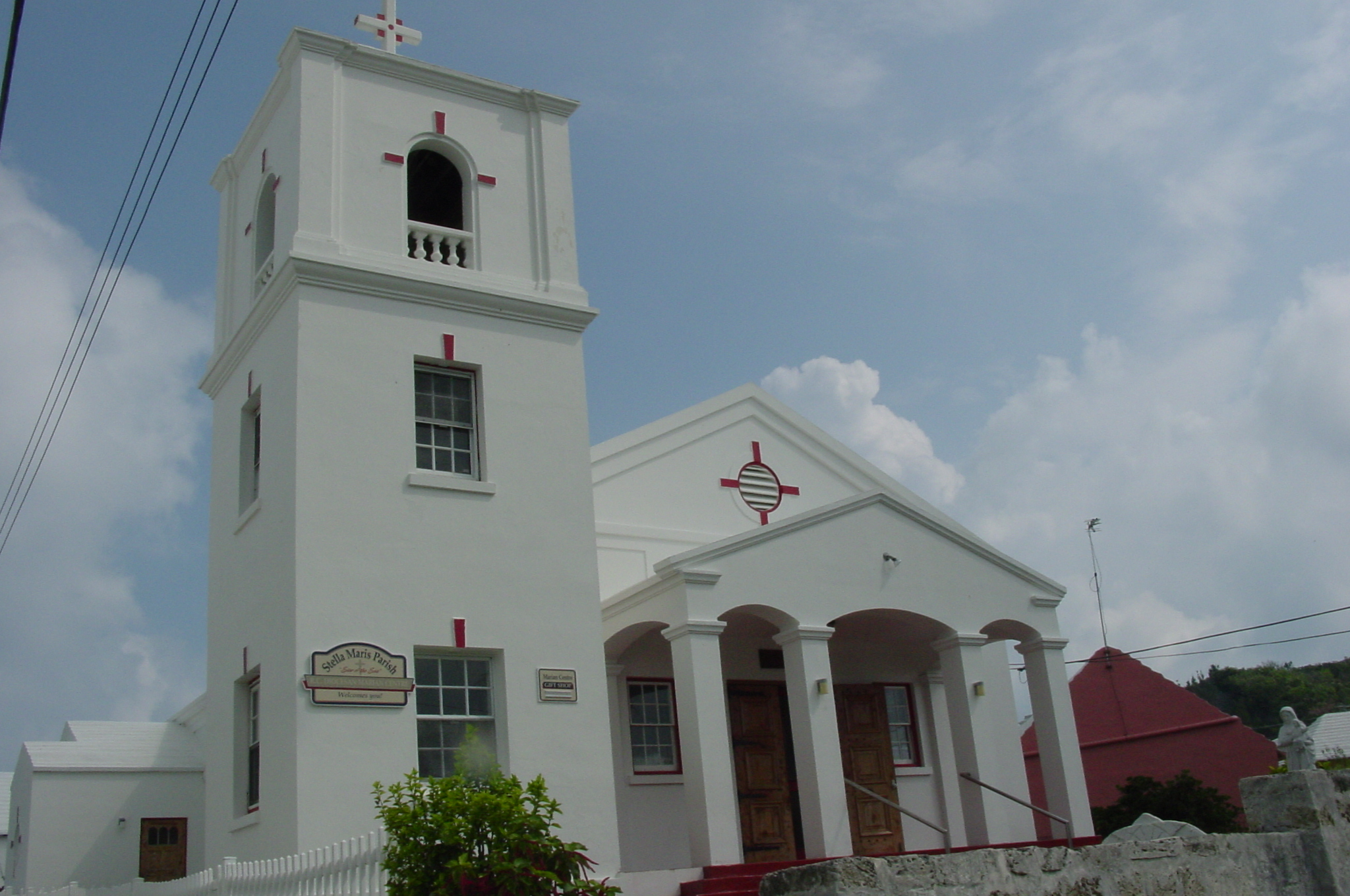
La parrocchia Stella Maris di St. George's.

La diocesi di Hamilton a Bermuda (in latino Dioecesis Hamiltonensis in Bermuda) è una sede della Chiesa cattolica nel Regno Unito suffraganea dell'arcidiocesi di Nassau. Nel 2023 contava 9.306 battezzati su 64.184 abitanti. È retta dal vescovo Wiesław Śpiewak, C.R.

## Territorio
La diocesi comprende l'intero arcipelago di Bermuda.
Sede vescovile è la città di Hamilton, dove si trova la cattedrale di Santa Teresa di Lisieux.
Il territorio si estende su 54 km² ed è suddiviso in 6 parrocchie: la cattedrale di Santa Teresa di Lisieux, Sant'Antonio a Warwick, San Giuseppe a Somerset, San Michele a Hamilton, San Patrizio a Flatts e Stella Maris a St. George's.

## Storia
La presenza cattolica nelle Bermuda fu ufficialmente riconosciuta dal governo britannico solo nel XIX secolo, essendo in precedenza vietato il cattolicesimo nell'intero arcipelago, anche e soprattutto per una forte intolleranza dei coloni locali verso i cattolici.
Nel corso dei primi decenni dell'Ottocento furono tolte tutte le restrizioni nei confronti del culto cattolico, ma le isole, pur facendo parte del vicariato apostolico di Halifax (oggi arcidiocesi di Halifax-Yarmouth), non furono mai oggetto di una vera e seria organizzazione pastorale e di una presenza regolare e continua di un prete cattolico. Fu William Walsh, vescovo coadiutore di Halifax, che istituì nel 1843 la prima missione stabile nell'arcipelago, e nel 1848, diventato vescovo di Halifax, visitò le missioni delle Bermuda. Nel 1858 fu inaugurato il primo cimitero cattolico e a Pasqua del 1859 fu inaugurata a Hamilton la prima parrocchia cattolica nella colonia britannica, Saint Edward.
Nella seconda metà dell'Ottocento, pur facendo sempre parte de iure dell'arcidiocesi di Halifax, le missioni delle Bermuda furono gestite da cappellani militari cattolici nominati a Londra. Tuttavia gli arcivescovi di Halifax Thomas Louis Connolly (1859-1876), Cornelius O'Brien (1882-1906) e Edward Joseph McCarthy (1906-1931) visitarono a più riprese queste missioni.
Nel 1889 le suore della carità aprirono una scuola privata cattolica, che divenne la Mount Saint Agnes Academy, frequentata anche da alunni protestanti, che è ancora oggi l'unica scuola cattolica delle Bermuda.
A partire dal 1907 l'arcidiocesi di Halifax riprese il diretto controllo della pastorale cattolica nell'arcipelago e nel 1919 ottenne dal governo britannico il permesso di stabilire la Roman catholic corporation of Bermuda, che rese possibile alla Chiesa cattolica il diritto di acquisto e possesso di beni. Ciò permise la costituzione di una seconda parrocchia a Somerset nel 1928 e la costruzione di una nuova chiesa a Hamilton, dedicata a Santa Teresa di Lisieux, in sostituzione della precedente Saint Edward diventata troppo piccola.
Dopo la seconda guerra mondiale il numero dei cattolici nell'arcipelago aumentò considerevolmente, anche per l'arrivo di un numeroso gruppo di immigrati portoghesi, e nuove chiese furono costruite. Ciò rese impossibile per gli arcivescovi di Halifax l'invio regolare e l'aumento di preti per garantire una pastorale adeguata nelle Bermuda. Per questo motivo il 19 febbraio 1953 fu istituita la prefettura apostolica delle isole Bermuda con la bolla Quo spiritualibus di papa Pio XII, ricavandone il territorio dall'arcidiocesi di Halifax. La nuova circoscrizione ecclesiastica fu affidata ai resurrezionisti, che già avevano operato nelle isole dal 1939 al 1944.
Il 28 gennaio 1956 la prefettura apostolica fu elevata a vicariato apostolico con la bolla Etsi curae del medesimo papa Pio XII.
Il 12 giugno 1967 per effetto della bolla Sanctissimae Christi di papa Paolo VI il vicariato apostolico è stato elevato a diocesi con il nome attuale. Inizialmente immediatamente soggetta alla Santa Sede, il 14 settembre dello stesso anno divenne suffraganea dell'arcidiocesi di Kingston in Giamaica e il 22 giugno 1999 entrò a far parte della provincia ecclesiastica di Nassau.

## Cronotassi dei vescovi
Si omettono i periodi di sede vacante non superiori ai 2 anni o non storicamente accertati.
- Robert Stephen Dehler, C.R. † (7 maggio 1954 - 26 agosto 1966 deceduto)
- Bernard James Murphy, C.R. † (12 giugno 1967 - 22 maggio 1974 deceduto)
- Brian Leo John Hennessy, C.R. † (28 febbraio 1975 - 1º giugno 1995 ritirato)
- Robert Joseph Kurtz, C.R. (1º giugno 1995 - 13 giugno 2015 ritirato)
- Wiesław Śpiewak, C.R., dal 13 giugno 2015

## Statistiche
La diocesi nel 2023 su una popolazione di 64.184 persone contava 9.306 battezzati, corrispondenti al 14,5% del totale.
| anno | popolazione | popolazione | popolazione | presbiteri | presbiteri | presbiteri | presbiteri                | diaconi | religiosi | religiosi | parrocchie |
| anno | battezzati  | totale      | %           | numero     | secolari   | regolari   | battezzati per presbitero | diaconi | uomini    | donne     | parrocchie |
| ---- | ----------- | ----------- | ----------- | ---------- | ---------- | ---------- | ------------------------- | ------- | --------- | --------- | ---------- |
| 1966 | 4.600       | 48.000      | 9,6         | 8          | 1          | 7          | 575                       |         | 7         | 18        | 6          |
| 1970 | 8.010       | 51.066      | 15,7        | 4          | 2          | 2          | 2.002                     |         | 2         | 17        | 7          |
| 1976 | 8.500       | 52.500      | 16,2        | 9          | 2          | 7          | 944                       |         | 7         | 12        | 7          |
| 1980 | 9.000       | 62.100      | 14,5        | 9          | 1          | 8          | 1.000                     | 1       | 8         | 9         | 7          |
| 1990 | 9.000       | 60.000      | 15,0        | 8          | 2          | 6          | 1.125                     |         | 8         | 5         | 7          |
| 1999 | 8.712       | 58.460      | 14,9        | 7          | 1          | 6          | 1.244                     |         | 6         | 4         | 6          |
| 2000 | 8.712       | 58.500      | 14,9        | 6          |            | 6          | 1.452                     |         | 6         | 3         | 6          |
| 2001 | 9.300       | 62.472      | 14,9        | 6          |            | 6          | 1.550                     |         | 6         | 3         | 6          |
| 2002 | 9.300       | 62.472      | 14,9        | 6          |            | 6          | 1.550                     |         | 6         | 3         | 6          |
| 2003 | 9.275       | 66.545      | 13,9        | 6          | 1          | 5          | 1.545                     |         | 5         | 3         | 6          |
| 2004 | 9.275       | 66.545      | 13,9        | 5          |            | 5          | 1.855                     |         | 5         | 3         | 6          |
| 2006 | 9.275       | 66.545      | 13,9        | 6          | 1          | 5          | 1.545                     |         | 5         | 2         | 6          |
| 2013 | 9.340       | 64.237      | 14,5        | 5          | 1          | 4          | 1.868                     |         | 4         | 2         | 6          |
| 2016 | 9.340       | 64.237      | 14,5        | 6          | 3          | 3          | 1.556                     | 2       | 3         | 2         | 6          |
| 2019 | 9.340       | 64.237      | 14,5        | 3          | 2          | 1          | 3.113                     | 2       | 1         | 2         | 6          |
| 2021 | 9.250       | 62.102      | 14,9        | 4          | 2          | 2          | 2.312                     | 2       | 2         | 2         | 6          |
| 2023 | 9.306       | 64.184      | 14,5        | 8          | 2          | 6          | 1.163                     | 2       | 6         |           | 6          |